# エフオン
株式会社エフオン（英: EF-ON INC.）は、東京都中央区に本社を置く日本初のESCO事業専業の会社である。JPX日経中小型株指数の構成銘柄の一つ。

## 概要
企業等の省エネルギー支援サービス事業を行うほか、グループ会社で木質バイオマスや太陽光をエネルギー源とする発電事業を行っている。

## 沿革
- 1997年5月 - 株式会社ファーストエスコ設立
- 2002年4月 - 関西事業所を設置
- 2004年3月 - 特定規模電気事業者（PPS）として経済産業省に届出
- 2005年3月 - 東証マザーズ上場
- 2006年
  - 1月 - 関西地区での電力小売事業サービス開始
  - 10月 - 関東地区での電力小売事業サービス開始
- 2007年7月 - 株式会社新潟ニューエナジー設立
- 2008年4月 - 東北地区での電力小売事業サービス開始
- 2009年4月 - 会社分割（新設分割）により関西地域を除いた電力ビジネス事業を承継する株式会社F-Powerを設立
- 2015年11月 - 東証2部に市場変更
- 2016年
  - 2月 - 東証1部に市場変更
  - 10月 - 株式会社エフオンに商号変更[2]
- 2023年10月 - 東証スタンダードへ市場変更

## 社名の由来
旧社名ファーストエスコのFとEの2文字と、事業継続のONを合わせたもの